# Cupim-gigante
O Cupim-gigante (Syntermes grandis) é um cupim da família dos termitídeos, de ampla distribuição no Brasil. Tais insetos atacam principalmente colmos e brotos de cana-de-açúcar. Também são conhecidos pelos nomes de cupim-cabeça-de-saúva, cupim-cabeção e cupim-de-folha.